# Kasztelania oświęcimska
Kasztelania oświęcimska – kasztelania z siedzibą (kasztelem) na grodzie w Oświęcimiu w średniowieczu.

## Historia
Gród w Oświęcimiu powstał już zapewne w czasach króla Bolesława Chrobrego, w miejscu skrzyżowania wielu dróg handlowych, w tym najważniejszej drogi solnej z Krakowa przez Zator i wzmiankowanej pod koniec XIII wieku via antiqua na południe przez Kęty. Początkowo obszar nad Sołą i Skawą wchodził w skład ziemi krakowskiej, której był południowo-zachodnią rubieżą. Być może już w 1177 lub 1179 roku Oświęcim został przekazany przez Kazimierza II Sprawiedliwego na rzecz swojego bratanka Mieszka Plątonogiego, który włączył by je do śląskiego Księstwa raciborskiego. Po raz pierwszy wydarzenie to opisał Wincenty Kadłubek, który opisał je jako darowiznę „kilku miast“, bez ich wymienienia z nazw i wyjątkowo nie stosując żadnego określenia terytorialnego. Sformułowanie Kadłubka otwiera możliwość innej interpretacji niż najczęściej dotąd stosowanej, mianowicie że w 1177 (lub 1179) Oświęcim nie znalazł się jeszcze w granicach księstwa raciborskiego, a mogło to nastąpić około 1195 roku, w procesie ekspansji terytorialnej Mieszka Plątonogiego, a nawet później. Z pewnością teren kasztelanii, o ile już wówczas ona istniała, miał jeszcze wtedy małe znaczenie gospodarcze i wojskowe, a więc żadna ze stron konfliktu mogła nie przykładać do niego większego znaczenia. Dopiero w 1217 potwierdzony jest urząd kasztelana oświęcimskiego (Falisław), ale wśród małopolskich świadków dokumentu Leszka Białego, a brakowało go na liście komesów górnośląskich w 1222. Dopiero w 1228 kasztelan oświęcimski, Werner ze Sławikowa, pojawił się na dokumencie księcia opolskiego z 1228. To przesunęło by zmianę przynależności Oświęcimia (i kasztelanii) na lata 1217—1228. Dopiero kronika wielkopolska sprecyzowała sformułowanie Kadłubka o „kilku miastach“ podając, że darowizna z 1177/1179 dotyczyła Bythomiensem et Oswecimiensem cum corum pertinenciis et apendiis. Od 1202 roku obszar ten znalazł by się w granicach połączonego księstwa opolsko-raciborskiego. Po najeździe mongolskim na Polskie w latach 1240-1241 władający księstwem opolskim Mieszko II Otyły nadał pomiędzy 1243-1246 in  uno  ambitu  territorii  Osuetun 500 łanów ziemi (ok. 121 km kw.) cystersom z Lubiąża w celu kolonizacji na prawie niemieckim, po raz pierwszy potwierdzając terytorialność kasztelanii oświęcimskiej.
Kasztelania obejmowała obszary dzisiejszych powiatów oświęcimskiego, żywieckiego, większą część wadowickiego, bielskiego, pszczyńskiego, bieruńsko-lędzińskiego. Na północy granicą mogła być rzeka Wisła, lecz możliwe że obejmował ziemie na północ od niej. Po roku 1274 wschodnia granica została przesunięta z rzeki Skawy do Skawinki z wyjątkiem tzw. korytarza radwanickiego. Śmierć rządzącego nim księcia Władysława opolskiego w 1281 lub 1282 spowodowała podział tego księstwa pomiędzy jego czterech synów. W Oświęcimiu początkowo zasiadł jego najmłodszy syn Przemko, który pod koniec 1289 lub w 1290 wymienił siedzibę z najstarszym bratem Mieszkiem rezydującemu dotąd w Raciborzu, przy czym za swą rezydencję Mieszko przyjął Cieszyn obejmując oprócz byłych kasztelanii cieszyńskiej i oświęcimskiej również chrzanowską oraz zatorską. W pierwszym znanym dokumencie wystawionym przez księcia cieszyńskiego w 1290 na liście świadków widnieje kasztelan oświęcimski imieniem Mikołaj. Ponownie ujawnia się on w dokumencie z 1297. Śmierć Mieszka cieszyńskiego spowodowała z kolei podział księstwa cieszyńsko-oświęcimskiego pomiędzy dwóch synów. Księstwo oświęcimskie otrzymał książę Władysław I oświęcimski. W tym czasie na terenie kasztelanii miała miejsce wielka akcja osadnicza, która ułatwiła samodzielne utrzymanie się dworu książęcego.
W XV wieku część terenów powróciła do Małopolski.

## Osadnictwo

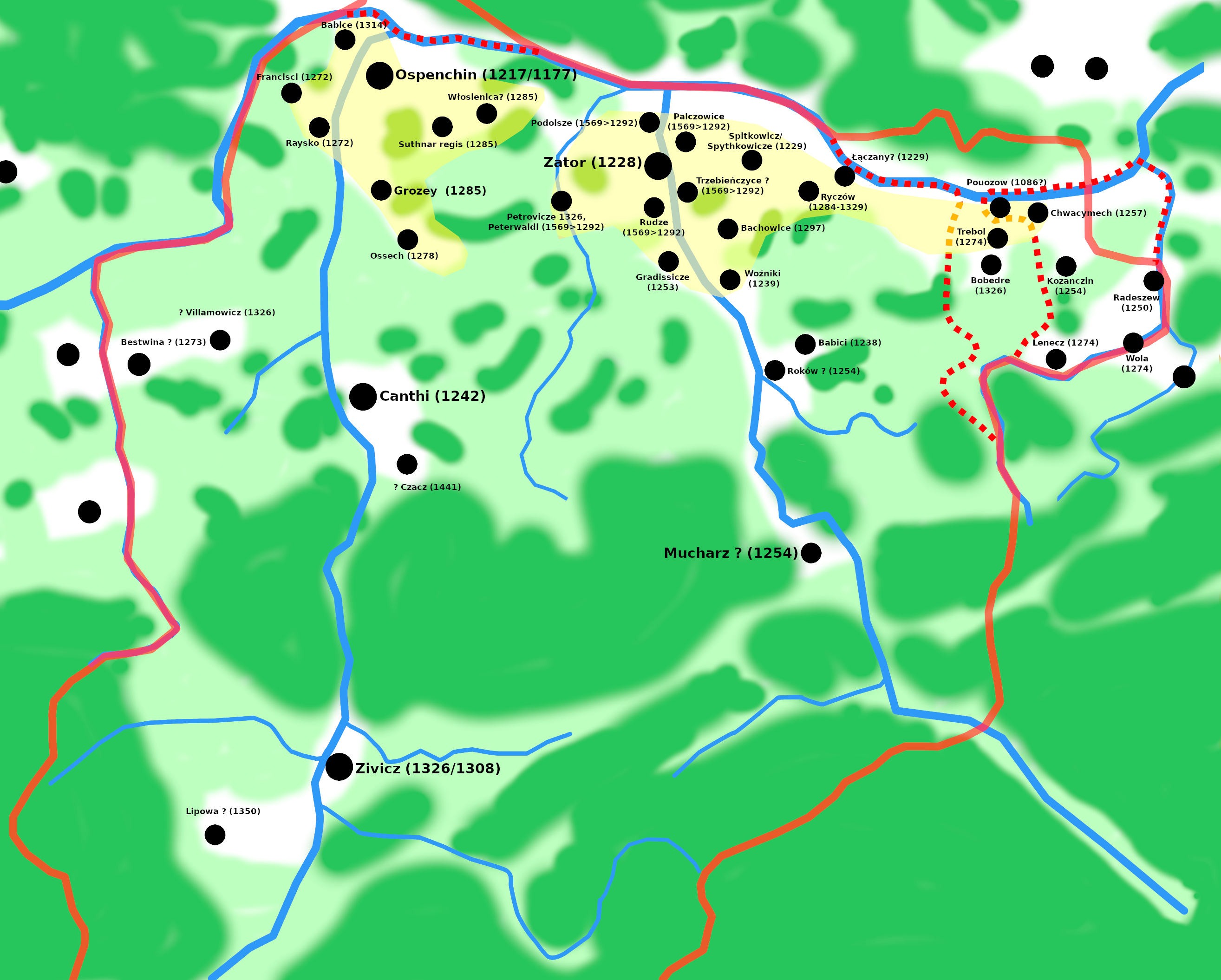
Osadnictwo na terenie kasztelanii w XIII wieku przed wielką kolonizacją

W XIII wieku funkcjonowało już zwarte osadnictwo w równoleżnikowym pasie na południe od rzeki Wisły od Oświęcimia (wzmiankowanego w 1217, w późniejszych źródłach retrospektywnie w 1177 lub 1179) w kierunku Zatora (1228) wzdłuż solnej drogi handlowej. W sąsiedztwie Oświęcimia w XIII wieku funkcjonowało już kilka wsi, kolejno wzmiankowano Rajsko i Pławy (1272), Osiek (1278), Porębę, Grojec i Włosienicę (1285). W sąsiedztwie Zatora najstarszą miejscowością mogło być Grodzisko i Spytkowice wzmiankowane po raz pierwszy obok Woźników w 1229. Inne miejscowości koło Zatora znane są z odpisu z 1569 roku, który wymienia wsie ograniczające powstałe w 1292 roku miasto: Podolsze, Palczowice, Trzebieńczyce, Rudze, Piotrowice i  Przeciszów. Bliżej Krakowa znajdowały się osady Radwanitów (przede wszystkim Trzebol, 1274) lub podległe różnym krakowskim klasztorom, np. Krzęcin i Radziszów. Przy drodze handlowej z Oświęcimia na południe wzdłuż Soły w XIII wieku istniały już Kęty (1242), być może Czaniec, a w Kotlinie Żywieckiej Stary Żywiec i prawdopodobnie Lipowa. Na zachód od Kęt w 1273 wzmiankowany był gródek w Bestwinie, podobny istniał również w Dankowicach. Z kolei przy lokalnej drodze z Zatora wzdłuż Skawy istniały już Roków i Mucharz, oba wzmiankowane w 1254.
Pod koniec XIII wieku dynamicznie rozwija się osadnictwo, które można prześledzić na przykładzie Ryczowa. W 1284 cystersi z Mogiły otrzymali od księcia Przemysława raciborskiego 16 łanów gruntu leśnego w pobliżu nadwiślańskich Łączan (wzmiankowanych w 1229). W 1304 roku Mieszko cieszyński zezwolił cystersom wykarczować las i skolonizować go na prawie niemieckim. Osadnicy przybyli prawdopodobnie z podkrakowskich dóbr klasztornych i nadali wsi nazwę Ryczów, po raz pierwszy wzmiankowaną w 1329. W ten sposób powstało wiele nowych miejscowości w terenach podgórskich, również z udziałem osadników z Niemiec, szczególnie w południowych zachodzie, gdzie powstała niemiecka wyspa językowa. Wiadomo że powstałe po 1255 roku opactwo cystersów w Rudach k. Raciborza założyło na początku XIV wieku wsie Łodygowice, Pietrzykowice i Wilkowice, wykorzystując prawdopodobnie ten same teren, który podarowany był klasztorowi cystersów w Lubiążu, który jej nigdy nie wykorzystał.